# Skattkärr
Skattkärr est une localité de Suède dans la commune de Karlstad située dans le comté de Värmland.
Sa population était de 1 954 habitants en 2019.